# Teniente Coronel Errahmani (F-501)
La Teniente Coronel Errahmani (F-501), es una corbeta de la clase Descubierta, construida por Bazán en Ferrol para la Marina Real Marroquí.

## Construcción

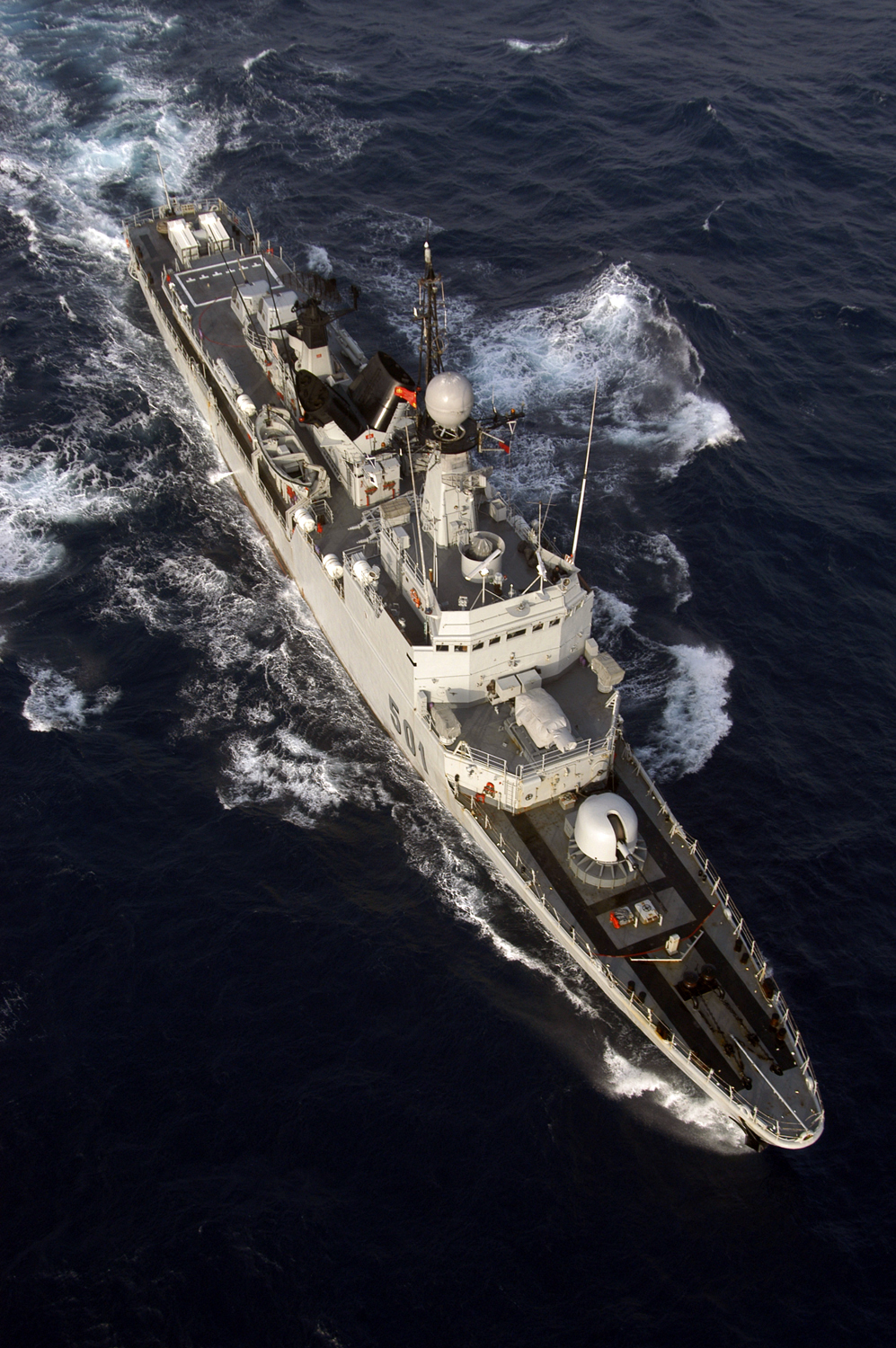
Imagen aérea del Lieutenant Colonel Errhamani (F 501) en 2004.

Su quilla fue puesta sobre las gradas de los astilleros de la empresa nacional Bazán de Ferrol el 23 de marzo de 1979, desde donde fue botada al agua el 26 de febrero de 1982. Una vez concluidas las obras, se entregó a la Marina Real Marroquí el 28 de marzo de 1983.
La Teniente Coronel Errahmani  es un buque de diseño español, que se realizó aprovechando el poso tecnológico que dejó en Bazán (actualmente Navantia) la construcción de las corbetas de diseño alemán de la clase João Coutinho para la armada portuguesa.
La Teniente Coronel Errahmani  cuenta con una importante capacidad de lucha antisuperficie, similar o superior a la de casi todas las fragatas en servicio en el mundo en la época de su puesta en servicio.

## Historial
Ha participado en múltiples ejercicios conjuntos con las armadas española, estadounidense y otras armadas de países pertenecientes a la OTAN en la zona del Atlántico y Mediterráneo. En 1996, fue modernizada en España, y en 1998 se le retiró el radar de búsqueda aérea. Fue el buque insignia de la armada marroquí desde su entrada en servicio, hasta la incorporación de las dos fragatas de clase Floréal, bautizadas como Mohamed V y Hassan II, y asignadas en 2002 y 2003 respectivamente.
En octubre de 2017 entró en las gradas de la factoría de Navantia de Cartagena para realizarle trabajos mayores de revisión y mantenimiento.

### Buques de la clase
- Armada Española
  -  Descubierta (F-31)
  -  Diana (F-32)
  -  Infanta Elena (F-33)
  -  Infanta Cristina (F-34)
  -  Cazadora (F-35)
  -  Vencedora (F-36)
- Marina egipcia
  -  El Suez (F-941)
  -  El Aboukir (F-946)

### Buques similares
- Clase João Coutinho